# Jure Grando
Jure Grando Alilović o Giorgio Grando (1579–1656) fu un contadino istriano di Corridico che, secondo la leggenda, sarebbe stato il primo vampiro documentato. Morto nel 1656, il suo corpo sarebbe stato disseppellito e decapitato nel 1672 perché si ipotizzò che fosse diventato un vampiro che, per anni, ogni notte continuò a destarsi dal suo sepolcro e terrorizzare il suo villaggio. Dai locali del tempo era appellato strigon o strigun, termine del dialetto istroveneto, adottato anche in istrociacavo, che significa strigoi, parola un tempo usata per indicare i vampiri.

## Storia
Jure Grando era un contadino che visse a Corridico, una piccola frazione di Antignana, con la moglie Ivana e due figli Ana e Nikola. Stando alla leggenda Grando morì nel 1656 e fu sepolto nel locale cimitero dal parroco del villaggio, padre Giorgio. Poco tempo dopo la figura di Grando iniziò ad essere vista di notte vagare per le strade del paese, con una pecora morta su una spalla ed un gatto morto sull'altra, a volte bussando alle porte dei suoi ex-compaesani, compreso anche padre Giorgio. Spesso, le persone a cui Grando bussava, morivano pochi giorni dopo la sua visita notturna. Anche la moglie testimoniò che Grando le faceva abitualmente visita la notte per il solo gusto di tormentarla o di giacere con lei. Questi eventi andarono avanti per 16 anni fino a quando, nel 1672, il capo del villaggio mise insieme un gruppo di 9 uomini e, con padre Giorgio, disseppellirono la bara di Grando per tentare di piantargli un paletto di biancospino nel cuore, uno dei rimedi ritenuti efficaci per sconfiggere gli strigoi. All'apertura della bara, però, gli uomini si trovarono di fronte ad un corpo non decomposto ma sano e di colorito roseo, e con un sorriso sul volto, quasi a sfidare i suoi visitatori. Padre Giorgio tentò un esorcismo mostrando un crocifisso e recitando delle preghiere: come reazione a tali azioni dagli occhi chiusi di Grando comparvero delle lacrime, come di sofferenza. Il gruppo di uomini si fece coraggio e cercò quindi di trafiggere la salma con il paletto di biancospino ma questo rimbalzava sul corpo senza penetrare nella carne. Alla fine riuscirono a decapitarlo con una grossa ascia: quando la testa fu staccata dal corpo questo cominciò a contorcersi come se fosse vivo e dal collo uscì tanto sangue da riempire tutta la bara. Dopo la decapitazione le apparizioni di Grando cessarono e la pace tornò nel villaggio.
La leggenda fu resa famosa da Johann Weichard von Valvasor, che ne parlò nel suo libro La gloria del Ducato di Carniola (Die Ehre des Hertzogthums Crain) del 1689. Si tratterebbe della prima attestazione scritta in assoluto giunta in età contemporanea del fenomeno dei vampiri, e della prima persona reale descritta come vampiro nei documenti storici. Questo testo fu ripreso l'anno seguente da Erasmus Francisci e nel 1855 da Johann Joseph von Görres (La mystique divine, naturelle et diabolique), che però aggiunge particolari fantasiosi sulla moglie Ivana, sul vampiro che piange alla vista di un crocifisso e sulle difficoltà a piantargli un paletto di legno nel cuore per distruggerlo, secondo la tradizione.